# 쇼크웨이브 (트랜스포머)
트랜스포머 프랜차이즈에서 등장하는 쇼크웨이브(Shockwave)은 여러 캐릭터이며 디셉티콘 소속 과학자이다. 작품마다 보라색과 모노아이가 특징이며 논리적/비논리적이라는 단어를 자주 사용한다.다중우주 설정으로 다른 세계관, 다른 트랜스포머 작품의 쇼크웨이브도 등장하나 다른 인물들이다.

## 상세
대부분의 작품들에서 디셉티콘 탑 클래스 강자이면서 디셉티콘 간부로 묘사된다. 어떤 작품에서는 메가트론 끌어내리고 리더가 되려고 하거나 실사영화 세계관, 다른 세계관, 작품에서는 메가트론에게 충성하는 충신으로 나온다.
얼라인드 세계관에서는 연구로 다이노봇들을 탄생시켰다.

## 성우
- 트랜스포머 G1, 트랜스포머 애니메이티드 - 코리 버튼
- 트랜스포머3 - 프랭크 웰커
- 트랜스포머: 워 포 사이버트론, 트랜스포머: 폴 오브 사이버트론 - 스티브 블룸
- 트랜스포머 프라임 - 데이비드 소볼로프